# Franz Wieschebrink

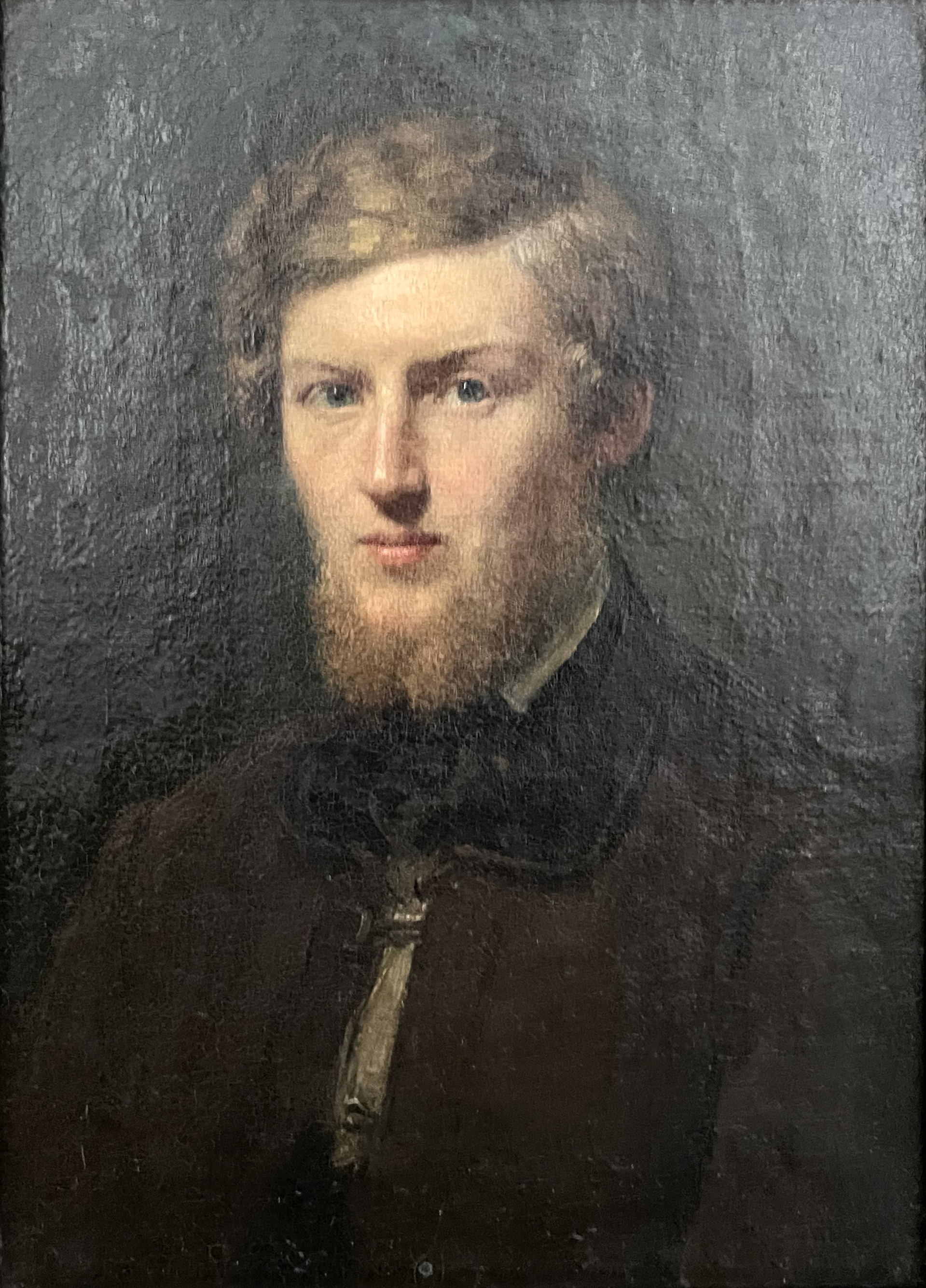
Franz Wieschebrink in der Freundschaftsgalerie von Einzelbildnissen der Düsseldorfer Malerschüler und ihren Freunden von Friedrich Boser

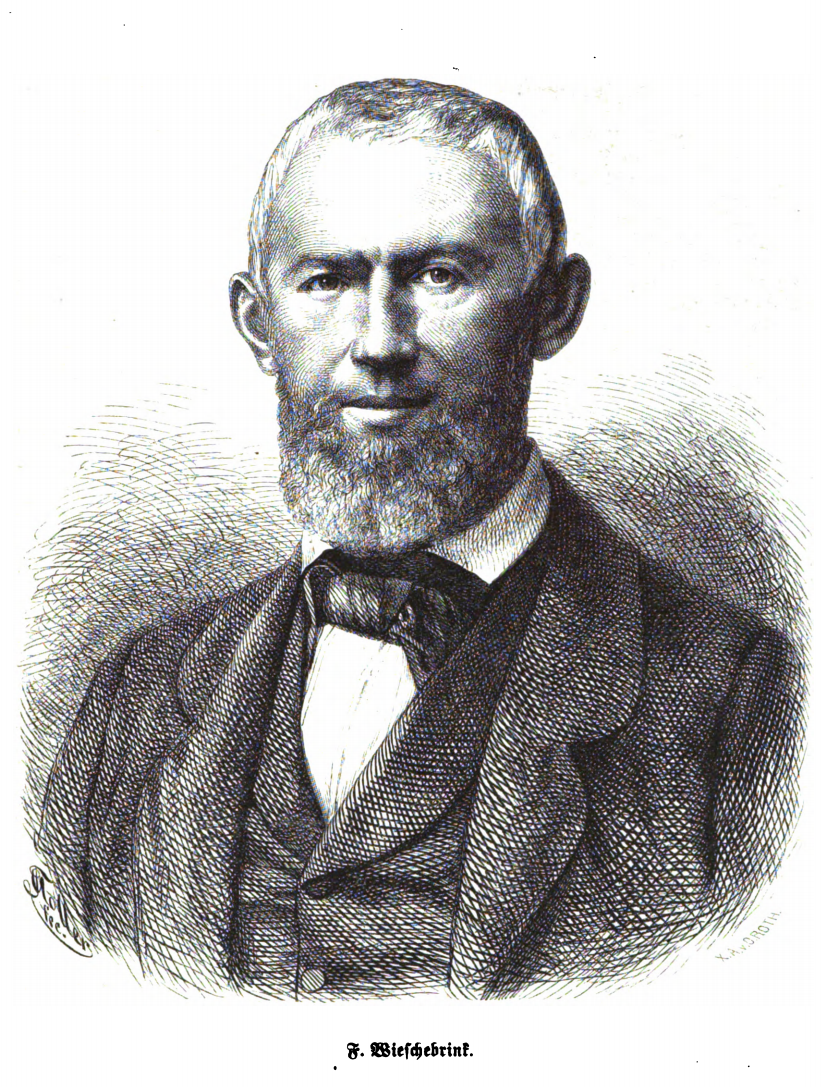
Franz Wieschebrink, vorgestellt in der Zeitschrift Daheim (1868)

Franz Wieschebrink (* 14. März 1818 in Burgsteinfurt; † 3. Dezember 1884 in Düsseldorf) war ein deutscher Historien- und Genremaler sowie Illustrator der Düsseldorfer Schule.

## Leben
In den frühen 1830er Jahren erhielt Wieschebrink ersten Zeichen- und Malunterricht bei dem aus Bonn gebürtigen Landschaftsmaler Michael Roesen. In den Jahren 1832 bis 1840 besuchte er die Kunstakademie Düsseldorf, wo er von Josef Wintergerst und Karl Friedrich Schaeffer unterrichtet wurde und sich zunächst der biblischen Historienmalerei zuwandte. 1839 debütierte er auf der Berliner Akademie-Ausstellung. Nach seinem Studium ging er für zwei Jahre nach Paris. Mit Joseph Fay beteiligte er sich 1841 und 1843 an der Herstellung von Fresken für das Elberfelder Rathaus. Bald ging er zur komischen und narrativen Düsseldorfer Genremalerei über, bei der er vorzugsweise ländliche Volks- und Familienszenen sowie Kindermotive darstellte. In Düsseldorf gehörte Wieschebrink dem Allgemeinen Verein der Carnevalsfreunde und dem Künstlerverein Malkasten an. Für die bei Arnz & Comp. herausgegebenen Düsseldorfer Monatshefte lieferte er Illustrationen. In Düsseldorf wurde 1852 sein Sohn Heinrich geboren, der ebenfalls ein Genremaler wurde. 1870/1871 hatte er eine Stellung als Lehrer an der Düsseldorfer Akademie.

## Werke (Auswahl)

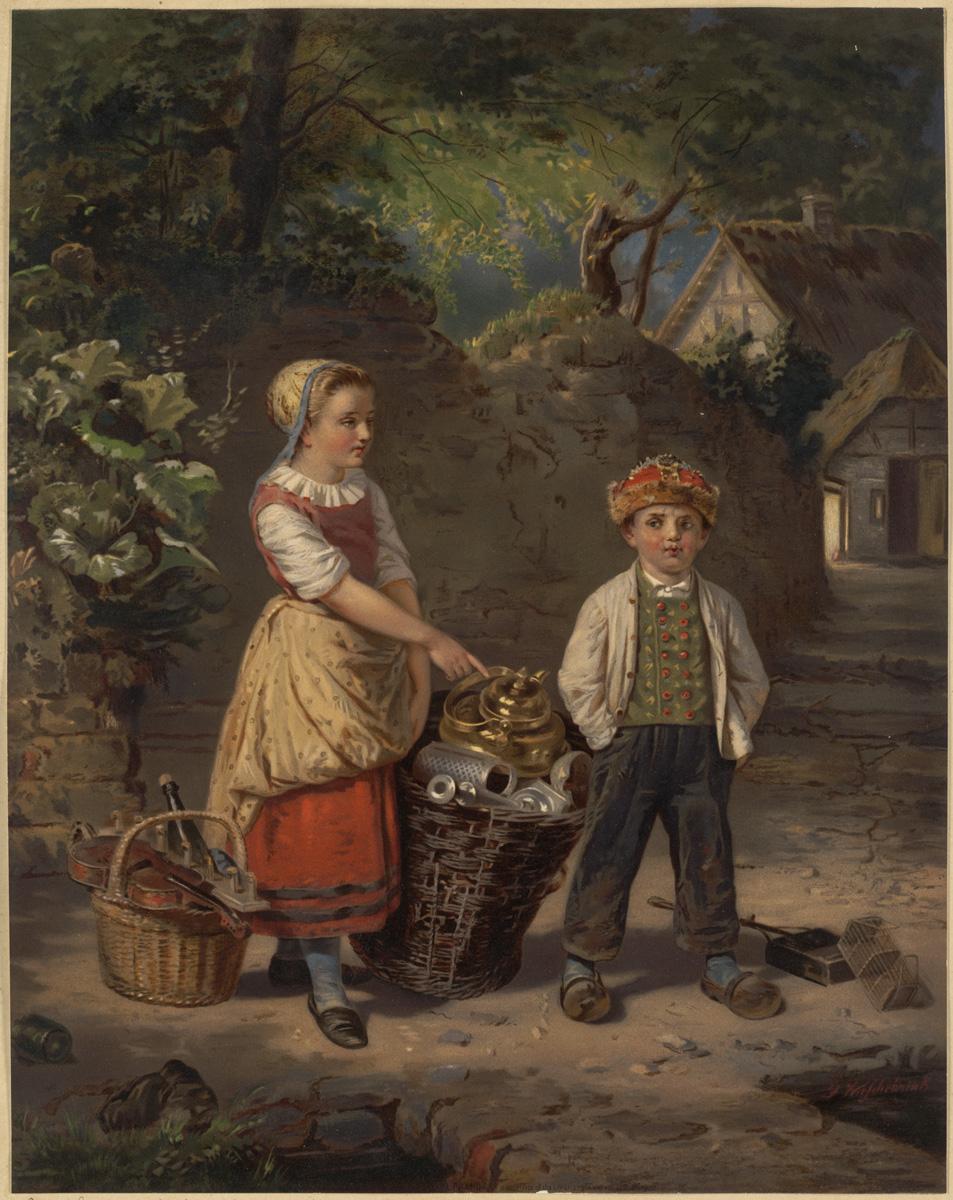
Im Streik

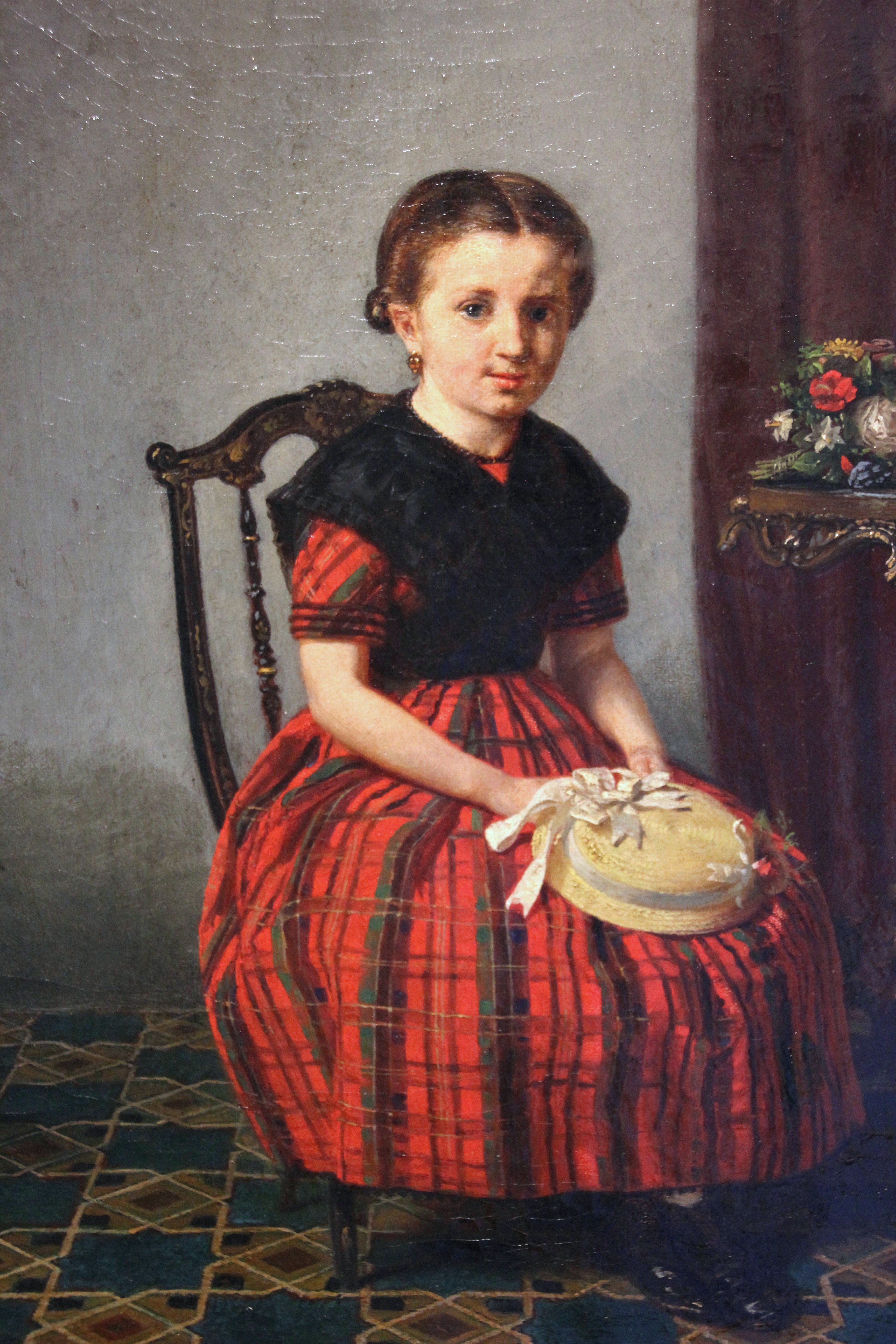
Nettchen, 1869

- Die Befreiung des Petrus aus dem Gefängnis[7]
- Die Söhne Jakobs mit dem blutigen Rock Josephs[7]
- [Der junge] Tobias mit dem Engel[8][7]
- Christus am Ölberg, Alte Pfarrkirche St. Petronilla, Wettringen (Münsterland)
- Im Streik (On a strike), Boston Public Library
- Die sorgende Großmutter (The Protective Grandmother), Milwaukee Art Museum
- Picknick am Weier, zusammen mit Peter Heinrich Happel, 1851
- Die St.-Nikolaus-Bescherung in der Handwerkerfamilie, 1851, Kunstverein Wien[9]
- Die kleinen Reiter, Große Kunstausstellung Wiesbaden 1851[9]
- Der Genesende Museum Hannover, gezeigt auf der Bremer Kunstausstellung 1852[9]
- Häusliches Glück, Kunstverein zu Köln, ausgestellt in der Kunstausstellung in Hannover 1853[9]
- Die beiden Freunde (Mädchen mit Hund), ausgestellt in der Kunstausstellung in Hannover 1853, gestochen von Christoph Preisel[9]
- Der treue Wächter, Schlossmuseum zu Breslau, Nr. 725[10][9]
- Der Besuch der Großeltern bei der Wöchnerin, versteigert bei Lepkes Berliner Kunstauktion 1892[9]
- Das Fest der deutschen Einigkeit zu Düsseldorf am 6. August 1848, Frankfurter Kunstauktion, Rudolf Bangel 1892[9]
- Die naschenden Kinder[8]
- Die Schmollenden[7]
- Der erste Rausch[7]
- Gib dem Papa ein Händchen[7]
- Vaterfreuden[8]
- Nettchen, 1869, Privatbesitz Burgsteinfurt
- Wie gefällt dir dein Brüderchen? 1865[8]